# Y se llamaban Mahmud y Ayaz
Y se llamaban Mahmud y Ayaz (2012) es un libro de poemas escrito por José Manuel Lucía Megías y publicado por la editorial madrileña Amargord, dentro de la colección Transatlántica. La obra se articula alrededor de seis personajes no identificados con perspectivas distintas, tal y como anuncia su subtítulo: Seis voces en el silencio. Los nombres Mahmud y Ayaz hacen referencia a Mahmoud Asgari y Ayaz Marhoni, dos jóvenes ahorcados en Mashhad (Irán), el 19 de julio de julio de 2005. El libro ha sido adaptado a una producción teatral, llamada Voces en el silencio, estrenada en Madrid en junio de 2014.

## Recepción y críticas
El libro recibió una buena acogida crítica. Varias reseñas destacaron la fusión de la poesía reivindicativa y de protesta con recursos propios de la poesía de amor y un liricismo profundo realizada en la obra. También se ha interpretado como un homenaje a las víctimas de la homofobia, así como una condena al silencio de la sociedad ante sucesos semejantes a los relatados en el libro.